# 瑶岗仙镇
瑶岗仙镇为湖南省宜章县下辖镇。2012年4月，原长策乡成建制并入瑶岗仙镇。2012年调整之后的瑶岗仙镇辖3个社区、14个行政村，总面积98.46平方公里，总人口2.22万人，镇政府驻新屋（原长策乡驻地）。 

## 行政区域
- 原瑶岗仙镇行政区划代码为431022103；下辖永红社区、建新社区、瑶岗仙村共计2社区1行政村。
- 原长策乡撤销前行政区划代码为431022209；下辖长策社区、上坪村、新坪村、羊坦村、中坪村、下坪村、陈家塘村、新屋村、老屋村、田僚村、向阳村、回田村、严廊村、前进村共计社区13行政村。